# Organizacja formalna
Organizacja formalna - jest to duża grupa wtórna utworzona z myślą o osiągnięciu konkretnego celu lub zestawu celów.

Organizacje formalne są starannie zaprojektowane i zawierają formalną strukturę statusów i roli, a także mniejsze grupy.
Każdą organizacje łączą pewne podobieństwa, które wyznaczają jej charakterystykę:
- celowe i racjonalne planowanie
- sformalizowanie

Przykładem organizacji formalnej jest biurokracja, w której zarówno poszczególne pozycje oraz relacje pomiędzy nimi są szczegółowo określone.